# 环境系统
环境系统，也稱為開放系統理論（Open System Theory），就是环境中所有要素以及它们之间的关系总和，其范围可以是全球，也可以是局部，也可以由主要要素单独控制，如水环境系统或大气环境系统等。不论如何区分，要理解地球整个环境各要素之间是彼此联系、互相作用、不可分割的整体。

## 內容
环境系统是开放的、动态平衡的系统，有其发生、发展、形成和演化的历史，在长期演化过程中逐渐建立了自我调节的机制，能维持自身的稳定性，是自地球形成之后就已经存在了，但经过了不断地、长期的演化过程。生态系统只是环境系统中的一个部分。

### 一般（社會）環境系統（The General Social Environment）
凡是組織系統界現以外的各種事物都視作組織環境，而這些環境的因素對組織影響相當普通，故被稱為一般環境內容可分成九項：
- 文化環境：即一個社會（國家）的歷史背景等要素，例如領導方式。
- 科技環境：一個社會（國家）的科學和技術發展的程度，如科學知識的普及性。
- 教育環境：例如識字率、教育制度的完備度以及職業教育的成熟度等。
- 政治環境：一個國家的一般政治氣候（General Political Climate），例如政治組織。
- 法律體制：對於憲法尊重的程度、法律制度的特性、政府部門的管轄範圍等。
- 天然資源：包含了天然資源的性質、數量等。
- 人口特質：社會（國家）可以供運用的人力資源的數量，人口集中程度（都市化的指標），而人口素質的指標有性別、年齡和分布狀況等。
- 社會環境：階級結構和流動性、社會角色的定義社會組織的特性以及社會制度的發展等。
- 經濟環境：經濟結構、金融制度、財經政策、消費特性以及經濟組織型態等。

### 特定的（任務）環境（Specific Task Environment）
任何一個組織都受外在環境影響，然而只要選擇對其決策和運作特別相關的因素來反應就好。這些因素大至如下：
- 顧客（服務對象）因素：顧客偏好與特性。
- 供應者因素：諸如材料、設備、零件和人員的供應狀況。
- 競爭者因素：包含了對顧客以及供應商的競爭者，例如選擇報價低的供應商。
- 社會政治因素：政府對組織的管制法規、顧客滿意度以及影響組織的其他組織（例如：農會）。
- 技術的因素：例如工作程序、生產方式或著是新技術的開發。